# CAMERA (CRISPR)
CAMERA (em inglês:  CRISPR-mediated analog multievent recording apparatus) é um dispositivo de gravação sensível que utiliza a ferramenta de edição de genes CRISPR/Cas9 para poder documentar a duração e a ordem dos eventos dentro das células e mesmo apagar e reescrever informações no mesmo genoma. CAMERA captura dados sobre DNA e pode ler informações de dez células de uma bacteria. A magnitude da alteração nos resultados reflete a quantidade de antibiótico presente e a duração da exposição. O objetivo da CAMERA é esclarecer processos como o surgimento de câncer, envelhecimento, impactos ambientais e desenvolvimento embrionário.